# Luca Di Matteo
Luca Di Matteo (ur. 25 lutego 1988 w Pescarze) – włoski piłkarz grający na pozycji lewego pomocnika. Zawodnik Lecce.